# Barranc de Remilans
El Barranc de Remilans, és un barranc de l'antic terme de Gurp de la Conca, actualment inclòs en el terme municipal de Tremp, al Pallars Jussà.
Es forma al sud del lloc d'unió del Serrat la Guàrdia i la Serra de Santa Engràcia, al sud-oest de la Roca de l'Espluga de Graller, des d'on davalla de primer cap al sud, torcent aviat cap al sud-est. Baixa pel Clot de Remilans, on hi ha la Font de Remilans, travessant el Solà de Dalt, a mig camí entre els pobles de Gurp, que queda a ponent, i Santa Engràcia, a llevant. El darrer tram, quan troba l'extrem meridional del Serrat de Redoneda, torç cap al sud i de seguida aflueix en el barranc dels Lleons, al nord-oest de l'Acadèmia General Bàsica de Suboficials.